# 三玛丽亚镇
三玛丽亚镇是巴西米纳斯吉拉斯州的一个市镇。总面积2675.153平方公里，总人口26431人，人口密度9.9人/平方公里。